# Serra dos Aimorés
Serra dos Aimorés es un municipio brasileño del estado de Minas Gerais, de la Microrregión de Almenara.
Su población estimada en 2010 era de 8.412 habitantes. La elevación es de 209 metros. 
Está 14 km de Nanuque, y 640 km de Belo Horizonte.